# 叠彩山摩崖造像及石刻
叠彩山摩崖造像及石刻，位于中国广西壮族自治区桂林市叠彩山。1981年8月25日公布为第二批广西壮族自治区文物保护单位。2001年作为“桂林石刻”之一被列为第五批全国重点文物保护单位。